# Jung (Daejeon)
Jung es un distrito en el sur central de Daejeon, Corea del Sur. Tiene una superficie de 62 kilómetros cuadrados (24 millas cuadradas) y una población de alrededor de 265.467.

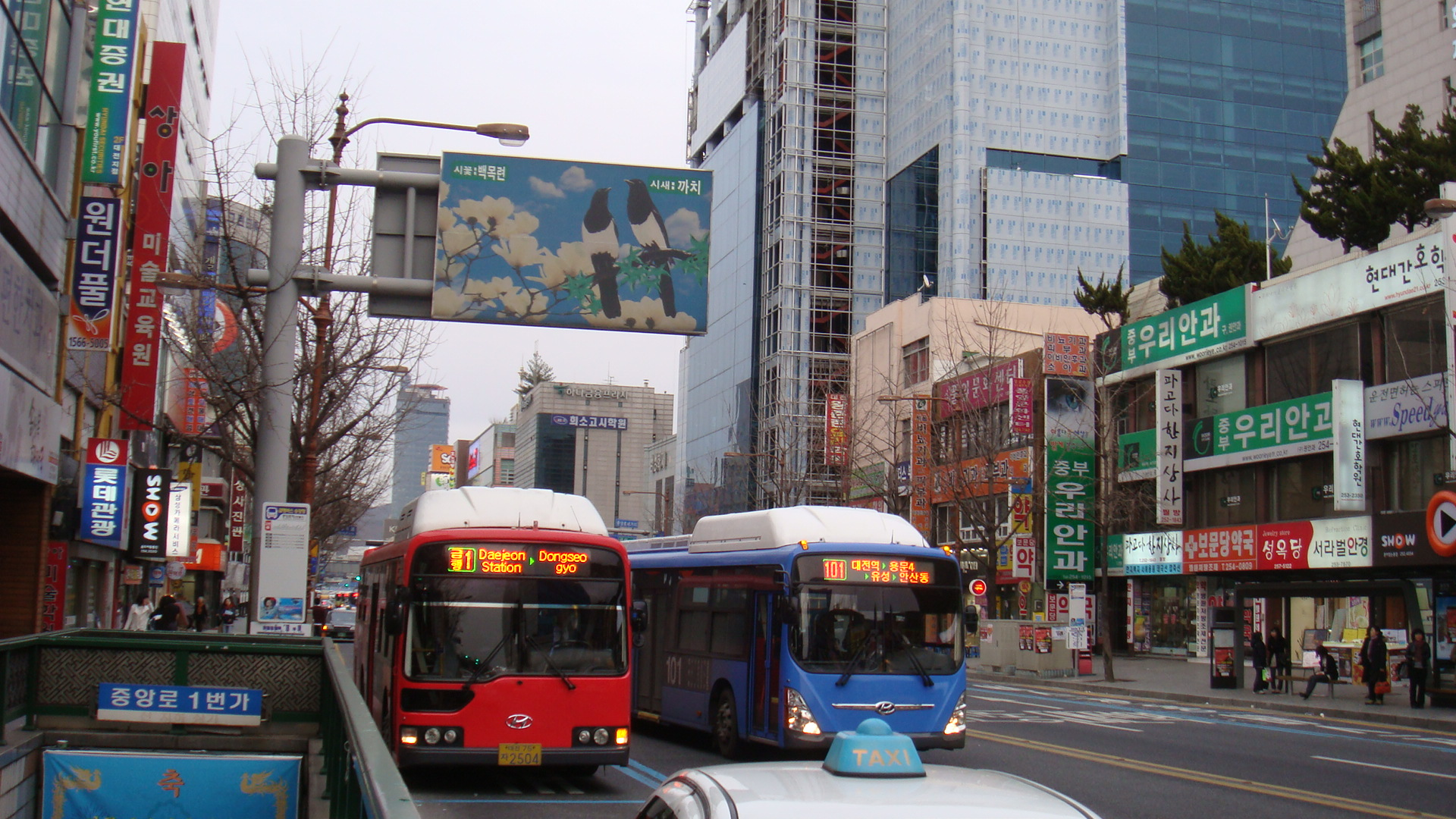
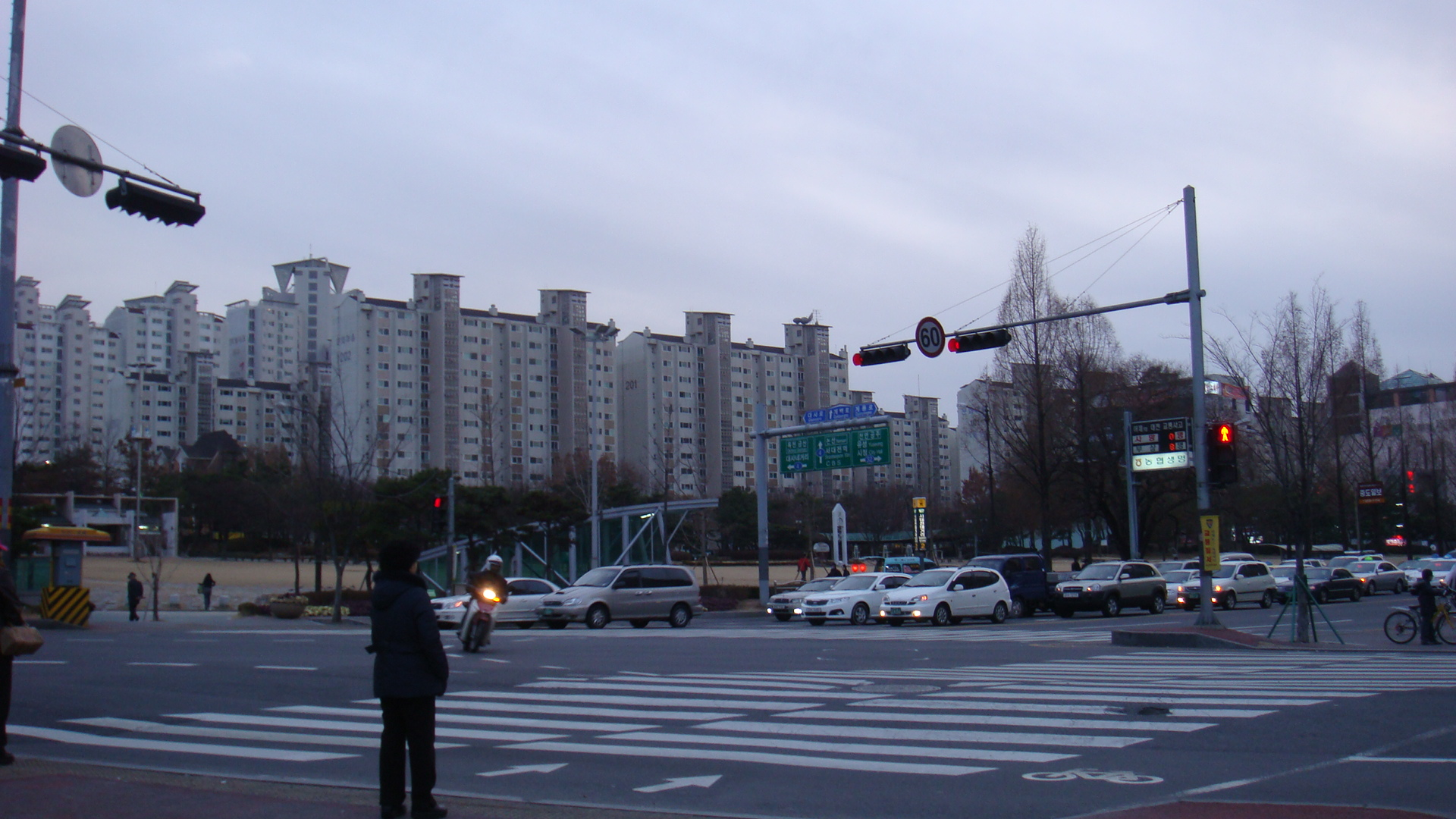
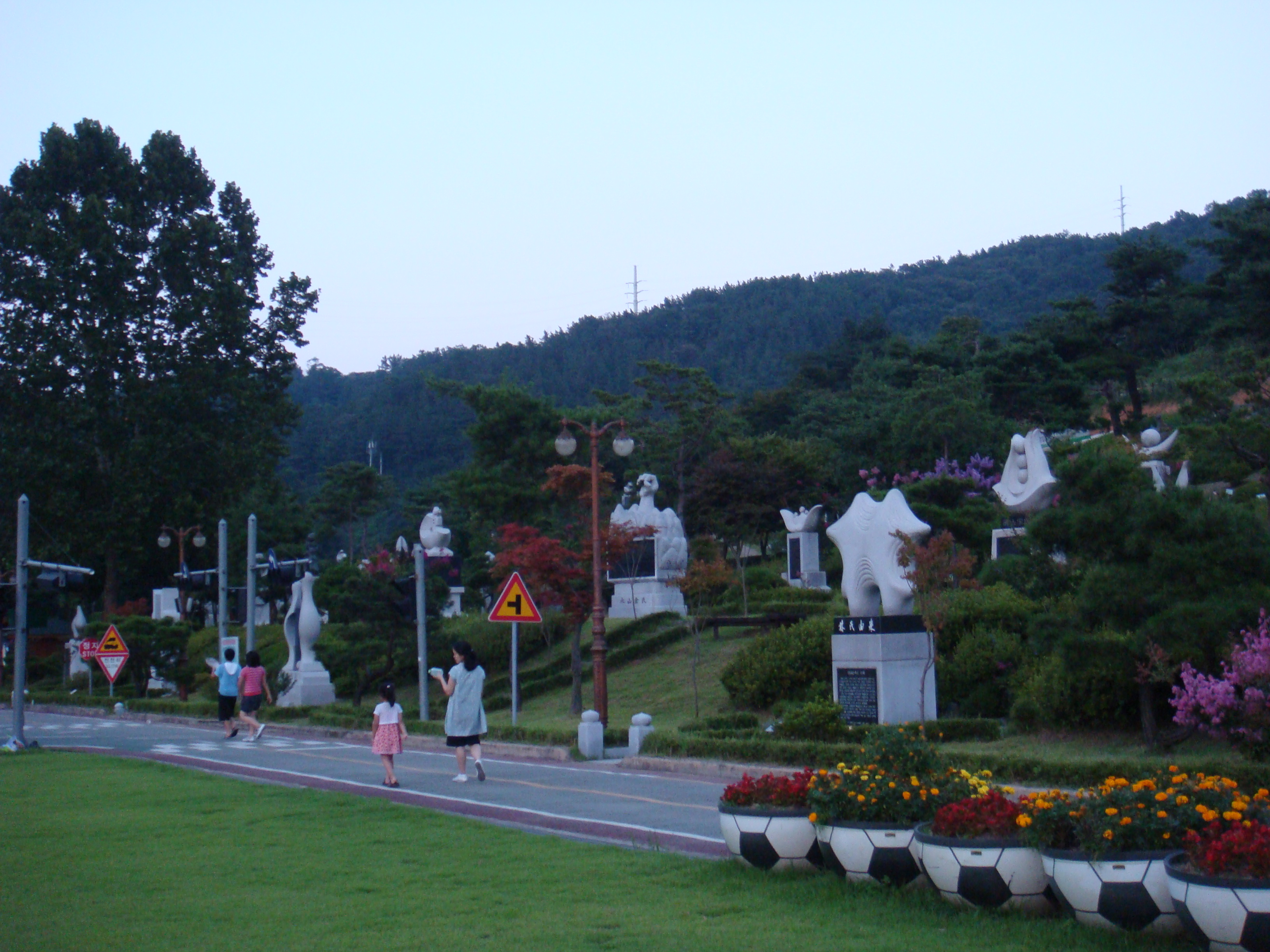